# Une fille nommée Lolly Madonna
Pour plus de détails, voir Fiche technique et Distribution.
Une fille nommée Lolly Madonna (Lolly-Madonna XXX) est un film américain réalisé par Richard C. Sarafian et sorti en 1973. Il est adapté du roman The Lolly-Madonna War (en) de Sue Grafton paru en 1969.

## Synopsis
Laban Feather, descendant des Cherokee, a hérité de ses ancêtres une terre que ses difficultés économiques ne lui ont pas permis de conserver. En effet, Pap Gutshall, militaire de carrière à la retraite, installé sur une propriété voisine, a acheté le terrain aux enchères. Feather et ses cinq fils, Hawk, Trush, Skylar, Finch et Zack,  mettent tout en œuvre pour que le patriarche Gutschall ne puisse disposer du terrain. Les Feather, fatigués de ce harcèlement, se demandent par quel moyen ils pourraient se venger des Gutschall.
Ils le trouvent en capturant Ronnie Gill, un jeune femme attendant à un arrêt de car qu'ils prennent pour Lolly Madonna, un personnage d'amoureuse que le fils Gutschall a inventé dans une lettre pour semer une fausse piste. À partir de ce moment, alors que Zack se lie d'amitié avec la jeune prisonnière, les tensions vont prendre un tournant dramatique entre les deux familles.

## Fiche technique
Sauf indication contraire, les informations mentionnées dans cette section peuvent être confirmées par la base de données cinématographiques IMDb,  présente dans la section « Liens externes ».
- Titre français : Une fille nommée Lolly Madonna[1]
- Titre original anglais : Lolly-Madonna XXX[2]
- Réalisation : Richard C. Sarafian
- Scénario : Rodney Carr-Smith, Sue Grafton d'après son roman
- Photographie : Philip H. Lathrop
- Montage : Tom Rolf
- Musique : Fred Myrow (en)
- Effets spéciaux : Tim Smyth
- Décors : Lynn Stalmaster
- Costumes : Herman A. Blumenthal
- Production : Rodney Carr-Smith
- Société de production : Metro-Goldwyn-Mayer
- Pays de production :  États-Unis
- Langue originale : anglais américain
- Format : Couleur - 2,39:1 - Son mono - 35 mm
- Durée : 103 minutes
- Genre : Drame psychologique
- Dates de sortie :
  - États-Unis : 21 février 1973 (New York)
  - France : 14 janvier 1976[1]

## Distribution
- Season Hubley (en) : Roonie Gill / Lolly Madonna
- Rod Steiger : Laban Feather
- Robert Ryan : Pap Gutshall
- Jeff Bridges : Zack Feather
- Scott Wilson : Thrush
- Katherine Squire (en) : Chickie Feather
- Tresa Hughes (en) : Elspeth Gutshall
- Timothy Scott : Skylar Feather
- Kiel Martin (en) : Ludie Gutshall
- Ed Lauter : Hawk Feather
- Joan Goodfellow (en) : Sœur E. Gutshall
- Randy Quaid : Finch Feather
- Gary Busey : Zeb
- Paul Koslo : Villum Gutshall